# Liste des seigneurs, comtes et marquis de Clanricard

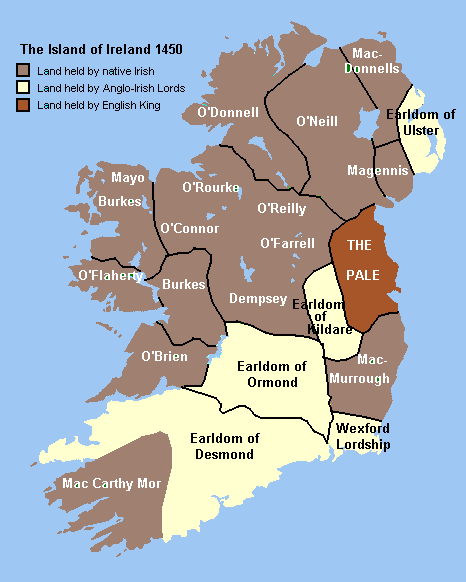
Seigneurie de Clanricard circa 1450

Les seigneurs puis comtes et marquis de Clanricard sont une dynastie issue de la famille de Bourg qui s'établit dans le Connacht et ne tarda pas à se gaëliser rapidement

## Origine
La seigneurie de Clanricard située dans l’actuel Comté de Galway est un démembrement de la Seigneurie de Connaught constituée par la Famille de Bourg au début du XIIIe siècle après la spoliation des Uí Conchobair rois de Connacht.
Son origine est identique à celle des Seigneurs de Mayo, puisqu’elle est issue de William Liath de Burgh (mort en 1324) lui-même fils de Guillaume le Jeune de Burgh le dernier fils de Richard Mor de Burgh 1er seigneur de Connaught.
Après la « Guerre civile des de Burgh » (1333-1338), William de Burgh dit d’Annaghkeen (en gaélique : Ulleaigh ou Ulick), frère de Edmund « Albanach » de Burgh 1er seigneur de Mayo usurpa lui aussi les droits de l'héritière de la branche aînée de la Famille de Bourg pour s’établir plus au sud du Connaught sous le nom de « Mac William Uachtar ».
L'autre nom gaélique donnée à la seigneurie qui signifie le « Clan de Richard » est lié à son fils et héritier  Richard Óg Burke 2e seigneur de Clanricard mort en 1387.
Le titre de Comte fut accordé à Ulick « na gCeann » Burke 12e seigneur de Clanricard en 1543. Celui de Marquis à son descendant Ulick Burke(1604-1657), 5e Comte de Clanricard et second Marquis de St Albans dernier représentant de cette famille en ligne masculine directe. Après sa mort le titre de Comte de Clanricard fut repris par ses cousins Richard et William Burke. Le titre de marquis fut recréé deux fois en 1785 et 1825 pour les descendants de William Burke (mort en 1687) 8e Comte de Clanricard.

## Seigneurs de Clanricard
- 1332-1343: Ulick de Burke Bod an Balcuigh d'Annaghkeen † 1343 (1er)
- 1343-1387: Richard Óg de Burke † 1387 (2e)
- 1387-1423: Ulick II an Fhiona Burke † 1423 (3e)
- 1423-1430: William mac Richard Óg Burke † 1430 (4e)
- 1430-1485: Ulick III Ruaidh Burke † 1485 (5e)
- 1485-1509: Ulick IV Fionn Burke † 1509 (6e)
- 1509-1519: Richard II Óg Burke † 1519 (7e)
- 1519-1520: Ulick V Óg Burke † 1520 (8e)
- 1520-1530: Richard Mór Burke † vers 1530 (9e)
- 1530-1536: John mac Ricard Burke † 1536 (10e)
- 1536-1538: Risdeárd Bacach Burke (11e)
- 1538-1544: Ulick VI na gCeann Burke † 1544 (12e)

## Comtes de Clanricard1recréation (1543)
- 1543-1544: Ulick na gCeann Burke † 1544 (1er)
- 1544-1582: Richard Sassanach Burke 1527-1582 (2e)
  - 1544-1551 : Sir Uilleag Burke 13e chef des Mac William Uachtar en opposition
- 1582-1601: Ulick  Mac an Iarla Burke † 1601 (3e)
- 1601-1635: Richard Burke (1572-1635) (4e) 1er Comte de St Albans en 1628
- 1635-1646: Ulick Burke (1604-1657) (5e) 2e Comte de St Albans

## Marquis de Clanricard1ercréation(1646)
- 1646-1657 : Ulick Burke (1er)

## Comtes de Clanricard1ercréation(suite)
- 1657-1666 : Richard Burke +1666 (6e comte),
- 1666-1687 : William Burke † 1687 (7e) son frère,
- 1687-1709 : Richard Burke † 1709 (8e) son fils,
- 1709-1722 : John Burke † 1722 (9e) son frère,
- 1722-1726 : Michael Burke † 1726 (10e) son fils,
- 1726-1782 : John Smith Burke † 1782 (11e) son fils,
- 1782-1785 : Henry Burke † 1797 (12e) son fils.

## Marquis de Clanricard2ecréation(1785)
- 1785-1797 : Henry Burke † 1797, 13e Comte puis Marquis de Clanricard.

## Comtes de ClanricardIercréation (suite)
- 1797-1808 : John Thomas Burke † 1808 (14e) son frère,
- 1808-1825 : Ulick John † 1874, (15e) son fils.

## Marquis de Clanricard3ecréation(1825)
- 1825-1874 : Ulick John († 1874), 15e Comte puis Marquis de Clanricard.
- 1874-1916 : Hubert de Burgh-Canning († 1916) son fils

## Comte de Clanricarde2ecréation(1916)
- Georges Ulick Browne, 6e Marquis de Sligo 4e comte de Clanricarde (1856–1935)
- Ulick John Browne, 7e Marquis de Sligo, 5e comte de Clanricarde (1898–1941)
- Arthur Browne, 8e Marquis de Sligo, 6e comte de Clanricarde (1867–1951)
- Terence Morris Browne, 9e Marquis de Sligo, 7e comte de Clanricarde (1873–1952)
- Denis Edward Browne, 10e Marquis de Sligo, 8e comte de Clanricarde (1908–1991)
- Jeremy Browne, 11e Marquis de Sligo| 9e comte de Clanricarde (1939–2014)
- Sebastian Ulick Browne, 12e Marquis de Sligo, 10e comte de Clanricarde (né en 1964)